# Girls Against Boys (film)
Pour l’article homonyme, voir Girls Against Boys.
Girls Against Boys est un film américain réalisé par Austin Chick et sorti en 2012.

## Synopsis
Après une série de mauvaises expériences avec les hommes, Shae et sa collègue, Lu, montent une façon mortelle de faire face au sexe opposé en devenant des tueuses misandres.

## Fiche technique
- Réalisation : Austin Chick
- Scénario : Austin Chick
- Musique : Nathan Larson
- Image : Kat Westergaard
- Distribution : Anchor Bay Entertainment
- Durée : 87 minutes
- Dates de sortie : 
  - 9 mars 2012 (South by Southwest Film Festival)
  - 1er février 2013
- interdit aux moins de 12 ans

## Distribution
- Nicole LaLiberte : Lulu
- Danielle Panabaker : Shae
- Matthew Rauch : Daniels
- Liam Aiken : Tyler
- Caroline Lagerfelt : Professeur Sara Randolph
- Reyna de Courcy : Karen
- Andrew Howard : Terry
- Marlo Marron : Sarah
- Sophia Perez : Celice
- Nicholas Maccarone : Banker
- Vitoria Setta : Cheryl
- Michael Stahl-David : Simon
- Will Brill : Duncan
- Carmine DiBenedetto : Eric
- Suzie Cho : Officer Ramirez

## Nominations et récompenses
- Prix du jury au festival du New Hampshire[1]